# Anua novenaria
Anua novenaria là một loài bướm đêm trong họ Erebidae.